# LiveLeak
LiveLeak – serwis internetowy specjalizujący się w wideo o bieżących wydarzeniach, treściach politycznych i materiałach filmowych z rejonów wojny. Strona powstała 31 października 2006 roku, a jej założycielem był zespół twórców strony Ogrish.com, której głównym zadaniem było dziennikarstwo obywatelskie.
5 maja 2021 r. serwis zakończył działalność. 

## Kontrowersje

### ŻołnierzeU.S.
14 maja 2007 roku Departament Obrony Stanów Zjednoczonych ograniczył dostęp do stron takich jak YouTube, Dailymotion, LiveLeak, MySpace i podobnych w celu zapobiegania naruszeniom bezpieczeństwa operacji. Powodem tych działań była łatwość z jaką można oglądać nagrania wideo przesyłane na te portale przez żołnierzy stacjonujących w Iraku czy Afganistanie.

### Fitna
LiveLeak znalazł się w centrum uwagi, gdy w marcu 2008 roku udostępniał film pt. „Fitna”. Film został stworzony przez holenderskiego polityka Geerta Wildersa, który przedstawił swój stosunek do islamu i Koranu. Materiał wideo usunięto z witryny po pogróżkach wobec zespołu LiveLeak, lecz 30 marca film ponownie stał się dostępny na stronie. 